# Luigi Fabbri

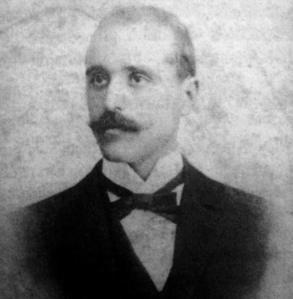
Luigi Fabbri

Luigi Fabbri (* 1877; † 1935) war ein italienischer Anarchist, Schriftsteller, Agitator und Propagandist, der während des Ersten Weltkriegs des Defätismus angeklagt wurde. Er war der Vater von Luce Fabbri.
1877 in Fabriano (Ancona, Italien) geboren, wurde Fabbri im Alter von 16 Jahren das erste Mal für anarchistische Aktivitäten in Ancona verurteilt. Er verbrachte mehrere Jahre in italienischen Gefängnissen. Fabbri war lange Jahre ein erfolgreicher Mitarbeiter der anarchistischen Presse in Europa und später in Süd-Amerika und zusammen mit Errico Malatesta Mitherausgeber der Zeitung L'Agitazione. Er half, die Zeitung Università popolare in Mailand herauszugeben. Fabbri war Abgeordneter des Internationalen Anarchistenkongresses von 1907. Er starb 1935 in Montevideo, Uruguay.

## Werke
- Life of Malatesta, übersetzt von Adam Wight (ursprünglich 1936 veröffentlicht). Das Buch wurde 1945 mit erweitertem Inhalt abermals veröffentlicht.
- Malatesta: L'Uomo e il Pensiero (PDF; 710 kB)
- Bourgeois Influences on Anarchism (in Englisch)
- Letters to a Woman on Anarchy, 1905
- Workers' Organisation and Anarchy, 1906 pamphlet
- Anarchist Organisation, 1907 pamphlet
- The School and the Revolution, 1912
- Letters to a Socialist, 1913
- The Aware Generation, 1913
- Dictatorship and Revolution, 1921
- Preventive Counter-revolution, 1922 (dt. Die präventive Konterrevolution. Reflexionen über den Faschismus (1921), Verlag Edition AV, Bodenburg 1922, ISBN 978-3-86841-140-9)
- Editor of L'Agitazione
- Founded Il Pensiero, Lotta Umana, Studi Sociali
- Contributed to La Question Sociale, Pensiero e Volontà, Fede Libero Accordo, L'Avvenire Sociale